# The Colony (film, 2013)
Pour les articles homonymes, voir Colony et La Colonie.
Pour plus de détails, voir Fiche technique et Distribution.
The Colony (La Colonie au Québec), est un film de science-fiction canadien écrit et réalisé par Jeff Renfroe, sorti en 2013.
Le film montre qu'afin de lutter contre le réchauffement climatique, les hommes ont construit des tours pour contrôler le climat. Et en 2045, la Terre est complètement gelée. Les survivants de cette nouvelle ère glaciaire se terrent dans des colonies souterraines, dans la crainte du manque de vivres ou d'une épidémie de grippe. Deux habitants de la colonie 7, Sam (Kevin Zegers) et Briggs (Laurence Fishburne) montent une expédition vers la colonie 5, une station voisine avec laquelle tout contact a été perdu. Ce qu'ils vont y découvrir dépasse de loin leurs pires cauchemars.

## Synopsis
En 2045, les humains ont construit des tours de modification climatique pour contrôler le réchauffement dû au changement climatique. Les machines tombent en panne lorsqu'un jour il commence à neiger et que ça ne s'arrête pas. Les humains restants vivent dans des bunkers souterrains pour échapper au froid extrême. Leurs défis sont de contrôler les maladies et de produire suffisamment de nourriture. Deux soldats, Briggs (Laurence Fishburne) et Mason (Bill Paxton) sont les chefs d'un de ces bunkers, la Colonie 7. Briggs, Sam (Kevin Zegers) et Graydon (Atticus Dean Mitchell) se rendent dans la Colonie 5 voisine après avoir reçu un signal de détresse. Briggs laisse le petit ami de Sam Kai (Charlotte Sullivan) responsable de la colonie pendant son absence, au grand dam de Mason.
À leur arrivée, ils trouvent la colonie 5 couverte de sang. Ils atteignent finalement une porte verrouillée que Sam arrive à ouvrir. À l'intérieur, ils trouvent Leland, qui leur montre un message qu'ils ont reçu d'un autre groupe de personnes qui ont réparé une machine météorologique et ont fait fondre la neige. Le groupe offre de l'aide à n'importe qui et demande qu'ils apportent des graines afin qu'elles puissent être plantées dans le sol de pergélisol fraîchement dégelé. Leland leur montre d'où vient le signal, mais les informe qu'une expédition n'a pas réussi à trouver la source de la transmission. De plus, les traces de l'expédition ont ramené un groupe de cannibales en maraude vers la colonie 5, et un massacre s'est ensuivi. Briggs, Sam et Graydon tentent de forcer Leland à revenir avec eux, mais il s'enferme dans sa chambre.
Les trois commencent alors à explorer la colonie 5 et s'approchent d'une pièce où brûle un feu. Ici, ils voient un humain découper des membres de la colonie 5, tandis que d'autres se régalent de restes humains. Alors que les trois tentent de s'échapper, Graydon est tué par les cannibales. Briggs et Sam sont capables de remonter l'échelle hors de la colonie et de détruire le puits avec un bâton de dynamite. Se réfugiant dans un hélicoptère abandonné, ils se réveillent le lendemain matin pour constater que les cannibales ont réussi à s'échapper de la Colonie 5 ensevelie et ont suivi leurs empreintes dans la neige. Briggs suggère qu'ils attirent le groupe sur un pont décrépit puis utilisent de la dynamite. Lorsque le fusible à dynamite s'éteint, Briggs se précipite pour le rallumer, mais est attaqué par les cannibales. Il rallume la mèche et se sacrifie pour faire sauter un grand trou dans le pont.
Kai se dispute avec Mason après avoir appris qu'il avait l'intention de tuer une colonie sans la tester pour la maladie. Leur dispute est interrompue lorsque Kai aperçoit un Sam épuisé qui revient et court vers lui, mais Mason l'assomme rapidement. Lorsque Sam se réveille, il découvre que Mason a pris le relais et prévoit d'apporter des changements sévères. Sam explique que les cannibales arrivent et qu'il y a une zone dégelée vers laquelle ils devraient fuir. Mason ne le croit pas, pensant qu'il est devenu déséquilibré par son calvaire, et le menotte à un lit. Sam est en mesure d'obtenir gratuitement et vérifie les images d'un satellite en fonctionnement pour localiser la zone dégelée. Puis les cannibales arrivent. De nombreux habitants de la colonie 7 sont tués, y compris l'ami de Sam, Viktor ( John Tench ). Les survivants s'enferment dans une pièce. Sam et Kai frappent à la porte, mais Mason ne les laisse pas entrer. La fille de Briggs, Nara (Lisa Berry), renverse Mason et les laisse entrer. Sam ouvre un évent pour une voie d'évacuation. Le maçon blessé reste derrière et, lorsque les cannibales entrent par effraction, tire sur un bidon de propane, provoquant une explosion qui les tuent vraisemblablement tous sauf le chef. Celui-ci les poursuit et attaque Sam, mais ce dernier le tue. Ensuite, lui, Kai, Nara et quelques autres commencent leur voyage vers le site dégelé avec les précieuses graines.

## Fiche technique
- Titre original : The Colony
- Titre québécois : La Colonie
- Réalisation : Jeff Renfroe
- Scénario : Jeff Renfroe, Patrick Tarr, Pascal Trottier et Svet Rouskov, d'après un sujet de Patrick Tarr et Pascal Trottier
- Direction artistique : Aidan Leroux
- Décors : Rory Cheyne
- Costumes : Lea Carlson
- Photographie : Pierre Gill
- Son : Pierre-Jules Audet
- Montage : Aaron Marshall
- Musique : Jeff Danna
- Production : Paul Barkin, Matthew Cervi, Pierre Even et Marie-Claude Poulin
- Société de production : RLJ Entertainment et Item 7
- Société de distribution : Entertainment One (Canada)
- Budget : 16 000 000 de dollars[1]
- Pays d’origine :  Canada
- Langue originale : anglais
- Format : couleur - 2.35 : 1 - 35mm
- Genre : science-fiction horrifique
- Durée : 95 minutes
- Date de sortie :
  -  Canada : 26 avril 2013

## Distribution
- Laurence Fishburne (V.F : Paul Borne ;  V.Q : Éric Gaudry) : Briggs
- Kevin Zegers (V.F : Gilduin Tissier ; V.Q : Hugolin Chevrette) : Sam
- Bill Paxton (V.F : Michel Papineschi ; V.Q : Daniel Picard) : Mason
- Charlotte Sullivan (V.F : Pamela Ravassard ; V.Q : Stéfanie Dolan) : Kai
- John Tench : Viktor
- Atticus Dean Mitchell (V.Q : Nicolas Charbonneaux-Collombet) : Graydon
- Dru Viergever: Feral Leader
- Julian Richings (V.F : Laurent Morteau ; V.Q : François Trudel) : Leland
- Romano Orzari : Reynolds
- Lisa Berry (V.Q : Catherine Hamann) : Nara
- Lucius Hoyos : Rowan
- Kimberly-Sue Murray : Janelle
- Michael Mando (V.F : Stéphane Fourreau) : Cooper
- Helen Taylor : Amanda
- John Healy : Dexter
- Kristin Shepherd : Elena
- Sten Heirik : Hal
- Mitchell Nye : Sam jeune
- Earl Pastko : Le scientifique

Source et légende : Version française (V. F.) sur RS Doublage ; Version québécoise (V. Q.) sur Doublage.qc.ca

## Production
Toutes les scènes du film ont été tournées à partir de fin mars 2012 dans un des studios Pinewood à Toronto et sur la base des Forces canadiennes (BFC) à North Bay en Ontario, une ancienne installation du Commandement de la défense aérospatiale de l'Amérique du Nord. Le tournage a duré trente-huit jours, avec une température de −30 °C.